# Epinephelus andersoni
Epinephelus andersoni é uma espécie de peixe da família Serranidae.
Pode ser encontrada nos seguintes países: Moçambique e África do Sul.
Os seus habitats naturais são: mar costeiro, recifes de coral e águas estuarinas.